# Zhuangshi (sockenhuvudort i Kina, Zhejiang Sheng, lat 29,93, long 121,61)
Zhuangshi (kinesiska: 庄市, 庄市街道) är en sockenhuvudort i Kina. Den ligger i provinsen Zhejiang, i den östra delen av landet, omkring 140 kilometer öster om provinshuvudstaden Hangzhou. Antalet invånare är 65 254. Befolkningen består av 30 488 kvinnor och 34 766 män. Barn under 15 år utgör 13,0 %, vuxna 15-64 år 81 %, och äldre över 65 år 5,0 %.
Runt Zhuangshi är det tätbefolkat, med 636 invånare per kvadratkilometer. Närmaste större samhälle är Ningbo, 8,4 km sydväst om Zhuangshi. Runt Zhuangshi är det i huvudsak tätbebyggt.
Genomsnittlig årsnederbörd är 1 981 millimeter. Den regnigaste månaden är juni, med i genomsnitt 355 mm nederbörd, och den torraste är januari, med 68 mm nederbörd.